# Tatjana Pečnik
Tatjana (Tanja) Pečnik, slovenska obramboslovka in častnica, * 14. januar 1967, Slovenj Gradec.

## Vojaška kariera
Leta 1996 je diplomirala na Fakulteti za družbene vede v Ljubljani z diplomsko nalogo Delovanje civilne zaščite ob jedrski nesreči in jedrska varnost (COBISS).
14. maja 2002 je bila povišana v stotnico.
Med marcem 2007 in avgustom 2010 je poveljevala 18. bataljonu za jedrsko, radiološko, kemično in biološko obrambo; s tem je postala druga ženska poveljnica bataljona Slovenske vojske.
Septembra 2011 je prejela zlato priznanje PŠŠ kot najboljša v generaciji 6. generalštabnega šolanja.

## Odlikovanja in priznanja
- srebrna medalja Slovenske vojske: 11. ma 2000
- bronasta medalja Slovenske vojske: 27. oktober 1997
- medalja v službi miru: 9. december 1999, 28. junij 2001
- medalja generala Franca Rozmana Staneta: 7. oktober 2011[3]